# Proust, l'art et la douleur
Pour plus de détails, voir Fiche technique et Distribution.
Proust, l'art et la douleur, est un film documentaire et de fiction de Guy Gilles pour la télévision réalisé en 1971. Il est conservé à l'INA.

## Synopsis
Film autour de la vie et du travail de l'écrivain Marcel Proust, entrecoupant des scènes jouées et des entretiens de témoins de sa vie.

## Fiche technique
- Titre : Proust, l'art et la douleur
- Réalisation : Guy Gilles
- Scénario : Guy Gilles et Jean Ressier-Nadal
- Narration : Emmanuelle Riva
- Photographie : Guy Gilles
- Montage :
- Production : Roger Stéphane
- Société de production : ORTF
- Pays :  France
- Genre : Documentaire
- Durée : 85 minutes
- Format : 16 mm
- Couleur : Noir et blanc
- Dates de sortie : 
  -  France : 17 juin 1971

## Distribution
- Patrick Jouané
- Céleste Albaret, qui fut la gouvernante de Marcel Proust.